# Nervous Man in a Four Dollar Room
"Nervous Man in a Four Dollar Room" és el tercer episodi de la segona temporada, i el 39è total de la sèrie de televisió d'antologia La Dimensió Desconeguda. Es va emetre originalment el 14 d'octubre de 1960 a CBS.
Segons el llibre The Twilight Zone: Unlocking the Door to a Television Classic de Martin Grams, Serling va escriure la sèrie en resposta a una sol·licitud de CBS d'escriure guions amb el menor nombre possible d'actors amb finalitats pressupostàries. Aquest episodi es va produir amb 5.000 dòlars per sota del pressupost.

## Narració d'obertura
| « | Es tracta del senyor Jackie Rhoades, de trenta-quatre anys, i on alguns homes deixen una empremta de les seves vides com a registre de la seva existència fragmentària a la Terra, aquest home deixa una taca, una taca bruta i descolorida per documentar un estada barata i sense distinció entre els seus millors. El que estàs a punt de veure en aquesta habitació és un estrany combat mortal entre un home i ell mateix, perquè d'aquí a un moment, el senyor Jackie Rhoades, la vida del qual s'ha dedicat a lluitar contra els adversaris, trobarà el seu oponent més formidable en un habitació d'hotel barata que en realitat és als afores de La Dimensió Desconeguda. | » |

## Argument
Un gàngster insegur i sense èxit anomenat Jackie Rhoades espera en una habitació d'hotel barat les instruccions del seu cap, George. George li dóna una pistola a Jackie i li ordena que dispari a un barman que s'ha negat a pagar per protecció. Jackie demana que li donin una altra feina, però George es nega rotundament, el molesta i se'n va. Aterroritzat, Jackie comença a parlar amb el seu reflex al mirall, intentant justificar l'assassinat. Es posa una cigarreta als llavis però no troba cap coincidència.
Una bufada de fum emergeix de l'altra banda del mirall, i veu reflectida una versió diferent d'ell mateix: un home fort, segur de si mateix. Jackie i la seva reflexió participem en una llarga discussió sobre com ha resultat la seva vida com a resultat d'anar amb els seus companys i no defensar-se mai. Finalment, el doble li diu a Jackie que vol fer-se càrrec, que és el seu torn de dirigir la seva vida i que es mereix viure. Jackie discuteix però no pot decidir què fer.
George telefona i Jackie li assegura nerviosament que està en camí de fer la feina. El doble reapareix i intenta convèncer Jackie perquè el deixi sortir. Sap que el desastre arribarà, la vida s'acabarà, si Jackie intenta fer la feina; es nega a deixar que Jackie els condueixi a tots dos a la ruïna. Enfadat i presa de pànic, Jackie fa girar el mirall de la calaixera i, mentre gira, Jackie retrocedeix amb terror quan veu que el doble és cada cop més gran.
Arriba George, furiós perquè Jackie no ha fet la seva feina, i li demana saber: "Llavors, què has de dir per tu mateix?" Jackie el mira tranquil·lament i respon: "Dues paraules. Renuncio!" emfatitzant el punt donant cops de peu i cops de puny en George. Jackie obre la porta i ordena a un George desconcertat que surti, llançant l'arma darrere d'ell i dient-li que no torni mai més. Trucant a la recepcionista de l'habitació per sortir, Jackie es refereix a si mateix com "Jackie-John Rhoades". El nerviós Jackie, ara a l'altre costat del mirall, pregunta: "Què cal fer ara?" En John respon: "Ara anem a buscar feina. Ara potser ens casem. Ara potser deixem de mossegar-nos les ungles". Aleshores, en John surt de l'habitació, mira al mirall i només veu el seu propi reflex confiat.

## Narració de cloenda
| « | Surt el senyor John Rhoades, abans un reflex en un mirall, un fragment de la consciència d'una altra persona, un il·lusionant fet de vidre, però ara fet de carn, i que anava a unir-se a la companyia dels homes. Senyor John Rhoades, amb un peu per la porta i un peu fora de la Dimensió Desconeguda. | » |